# Demokryt
Demokryt z Abdery (gr. Δημόκριτος ὁ Ἀβδηρίτης Demokritos ho Abderites, dosł. Demokryt Abderyta, ur. ok. 460 p.n.e., zm. ok. 370 p.n.e.) – myśliciel i podróżnik, uczeń Leucypa, naukowiec, znany jako „śmiejący się filozof”. Prace Demokryta, których stworzył 70, dotyczyły wielu różnych dziedzin (fizyki, astronomii, medycyny, chemii, gramatyki, techniki, logiki, strategii, muzyki itd.) w większości nie zachowały się, przetrwały z nich nieliczne fragmenty, głównie dzięki Epikurowi i poematowi Lukrecjusza „De rerum natura”. Według części historyków był jednym z nauczycieli Hipokratesa. Jego przydomek „śmiejącego się filozofa” wynikał prawdopodobnie z pogody ducha, ale według niektórych źródeł był związany z podejrzewaniem go przez mieszkańców Abdery o szaleństwo – manię.
Wizerunek Demokryta został umieszczony na greckich monetach obiegowych o nominale 10 drachm bitych z przerwami w latach 1976-2000.

## Młodość
Demokryt urodził się w Abderze, w Tracji. W młodości uczył się od kapłanów egipskich i magów babilońskich, później studiował filozofię w szkole Leucypa, gdzie zainteresował się teorią atomu.

## Poglądy
Wraz z Leucypem jest założycielem starożytnego atomizmu. Dzięki dalekim podróżom i gruntownym studiom zyskał obszerną wiedzę we wszystkich dziedzinach i napisał wiele dzieł z różnych zakresów nauki. Wywarły one wielki wpływ na późniejszych filozofów, jak Platon, Arystoteles czy Epikur, jednak do czasów dzisiejszych zachowały się z nich tylko urywki.

### Atomizm
Demokryt zgadzał się z Parmenidesem w kwestii niezmienności bytu, ale starał się pogodzić ją z doświadczeniem, które wskazywało na zmienność zjawisk. Pogodzenie tych dwóch stanowisk było możliwe dzięki postulatowi istnienia atomów – niezmiennych drobin, które poruszając się i zmieniając swoją organizację wytwarzały zmienne zjawiska. Atomy w systemie Demokryta stanowiły Arche – zasadę świata. Teoria bytu w tym systemie opierała się na czterech postulatach:
- Cała przyroda składa się z drobnych, niepodzielnych cząstek nazywanych atomami
- Jedyne cechy, jakie odróżniają jedne atomy od drugich, to kształt, położenie i porządek
- Atomy znajdują się w ciągłym i odwiecznym ruchu i jest to jedyna przemiana, jakiej podlegają
- Atomy poruszają się w próżni. Jej istnienie jest konieczne, by atomy miały miejsce do poruszania się – stąd twierdzenie Demokryta, że byt nie jest bardziej realny niż niebyt[6]

### Teoria postrzegania
Demokryt nie uznawał rzeczywistego istnienia wrażeń zmysłowych – uznawał je za subiektywne i wynikające z ułożenia atomów, np.:
- twardość wynikała z gęstego ułożenia atomów, miękkość z ułożenia luźnego
- smak słodki oraz kolor biały wynikały z gładkości atomów, natomiast smaki gorzki, słony i kwaśny oraz czerń – z szorstkości i nierówności atomów

Z subiektywności postrzeżeń wynikał podział wiedzy na „prawdziwą” i „ciemną”. Wiedza „ciemna” wynikała z doświadczenia, „prawdziwa” – z rozumowania. Demokryt nie odrzucał wartości doświadczenia, ale zdawał sobie sprawę z jego subiektywności i wynikającej z niej niepewności.

### Mechanistyczne pojmowanie świata
Demokryt, w przeciwieństwie do ogromnej większości filozofów starożytnych, pojmował przyrodę mechanistycznie i deterministycznie. Odrzucał pogląd mówiący, że przyroda dąży do jakiegoś celu (w szczególności odrzucał możliwość istnienia rozumu kierującego światem) i starał się wyjaśniać zjawiska przyczynowo, opierając się na koniecznym oddziaływaniu atomów. Traktował w ten sposób zjawiska przyrodnicze, astronomiczne, a nawet psychiczne.

### Etyka
Najważniejszym dobrem jest eudajmonia, czyli stan szczęśliwości polegający na wewnętrznym spokoju i pogodzie ducha. Stan ten osiąga się przez umiar. Demokryt kładł duży nacisk na rozum, ponieważ w przeciwieństwie do wrażeń zmysłowych rozkosze umysłowe mają w sobie coś nieśmiertelnego.

## Wpływ
Rozwinął następujące dziedziny wiedzy w filozofii:
- Ontologia

a) monizm materialistyczny
Rozwinął atomistyczną teorię materii Leucypa, tworząc pierwszy dojrzały system filozofii materialistycznej. Szerzył tezę o nieciągłości materii (istnieją tylko atomy i próżnia) – twierdził, iż składa się ona z niepodzielnych atomów, a jedynym co nieskończone jest próżnia.
Demokryt przejął również od Leucypa stanowisko deterministyczne – nie odwoływał się do celów i wyjaśniał zjawiska przyczynami (materialnymi, mechanicznymi).
- Gnoseologia

a) racjonalizm – źródłem poznania obiektywnego jest rozum

b) teoria subiektywności jakości zmysłowych
Demokryt konsekwentnie wyjaśniał jako proces materialny także poznawczą (psychiczną) aktywność człowieka. Postrzeganie zmysłowe zachodzi dzięki odrywaniu się od rzeczy cząstek będących ich podobiznami (eidola), które poprzez narządy zmysłów wnikają do duszy.
- Aksjologia

Etyka:
a) eudajmonizm – najwyższą wartością jest zadowolenie, stan harmonii, równowagi i spokoju ducha; nad namiętnościami powinien panować rozum, który nakazuje zachować umiar; zarówno brak, jak i nadmiar przyjemności niepotrzebnie zakłócają spokój ducha

b) intelektualizm – od przyjemności zmysłowych ważniejsze są przyjemności umysłowe
Estetyka:
a) mimetyczna teoria sztuki (mimesis)
Atomizm Demokryta wywarł poprzez systemy Epikura, Lukrecjusza, atomistów średniowiecza, Galileusza, Gassendiego, Boyle’a i Newtona wpływ na nowożytną chemię.